# Patricia Sarrapio
Patricia Sarrapio Martín (Madrid, 16 novembre 1982) è una triplista spagnola.

## Palmarès
| Anno | Manifestazione             | Sede              | Evento       | Risultato | Prestazione | Note                          |
| ---- | -------------------------- | ----------------- | ------------ | --------- | ----------- | ----------------------------- |
| 2000 | Mondiali juniores          | Santiago del Cile | Salto triplo | 17ª (q)   | 12,66 m     |                               |
| 2001 | Europei juniores           | Grosseto          | Salto triplo | 8ª        | 13,15 m     |                               |
| 2005 | Giochi del Mediterraneo    | Almería           | Salto triplo | 8ª        | 13,53 m     |                               |
| 2006 | Campionati ibero-americani | Ponce             | Salto triplo | Oro       | 13,82 m     |                               |
| 2006 | Europei                    | Göteborg          | Salto triplo | 18ª (q)   | 13,57 m     |                               |
| 2007 | Europei indoor             | Birmingham        | Salto triplo | 9ª (q)    | 13,80 m     |                               |
| 2007 | Universiadi                | Bangkok           | Salto triplo | 6ª (q)    | 13,81 m     |                               |
| 2007 | Mondiali                   | Osaka             | Salto triplo | 22ª (q)   | 13,55 m     |                               |
| 2008 | Mondiali indoor            | Valencia          | Salto triplo | 13ª (q)   | 13,86 m     |                               |
| 2009 | Europei indoor             | Torino            | Salto triplo | 15ª (q)   | 13,73 m     |                               |
| 2010 | Campionati ibero-americani | San Fernando      | Salto triplo | Bronzo    | 14,10 m     |                               |
| 2010 | Europei                    | Barcellona        | Salto triplo | 21ª (q)   | 13,21 m     |                               |
| 2011 | Europei indoor             | Parigi            | Salto triplo | 9ª (q)    | 13,98 m     |                               |
| 2011 | Mondiali                   | Taegu             | Salto triplo | 34ª (q)   | 13,12 m     |                               |
| 2012 | Mondiali indoor            | Istanbul          | Salto triplo | nm        | nm          |                               |
| 2012 | Europei                    | Helsinki          | Salto triplo | 16ª (q)   | 13,90 m     |                               |
| 2012 | Giochi Olimpici            | Londra            | Salto triplo | 26ª (q)   | 13,64 m     |                               |
| 2013 | Europei indoor             | Göteborg          | Salto triplo | 5ª        | 14,07 m     | Miglior prestazione personale |
| 2014 | Europei                    | Zurigo            | Salto triplo | 17ª (q)   | 13,41 m     |                               |
| 2015 | Europei indoor             | Praga             | Salto triplo | 18ª (q)   | 13,47 m     |                               |
| 2016 | Europei                    | Amsterdam         | Salto triplo | 19ª (q)   | 13,46 m     |                               |
| 2016 | Giochi Olimpici            | Rio de Janeiro    | Salto triplo | 32ª (q)   | 13,35 m     |                               |
| 2018 | Giochi del Mediterraneo    | Tarragona         | Salto triplo | 4ª        | 13,85 m     |                               |
| 2018 | Europei                    | Berlino           | Salto triplo | 20ª (q)   | 13,87 m     |                               |
| 2019 | Europei indoor             | Glasgow           | Salto triplo | 12ª (q)   | 13,67 m     |                               |
| 2019 | Mondiali                   | Doha              | Salto triplo | 23ª (q)   | 13,58 m     |                               |

## Altre competizioni internazionali
2011
- Bronzo agli Europei a squadre ( Stoccolma), salto triplo - 14,10 m